# 根來眾
根來眾（日语：ねごろしゅう）為日本戰國時代居住於紀伊國北部根來寺一帶（現在和歌山縣岩出市）的僧兵集團。與雜賀眾相似，以鐵砲為武裝的傭兵集團。

## 概說
根來眾的主要組成是以根來寺杉之坊為據點的津田監物為首的津田氏與泉州熊取谷的豪士霜氏，其門徒則以試圖暗殺織田信長的杉谷善住坊最為著名。
由於小牧·長久手之戰中雜賀眾與根來眾對大坂城發動的激烈攻擊讓豐臣秀吉印象深刻。戰後秀吉發動紀州征伐，根來大善（霜盛重）等首領進行抵抗後失敗，根來寺覆滅。
在鈴木佐大夫遭藤堂高虎謀殺後，部分逃往伊勢的根來眾降服於德川家康，以成瀬正成為組頭的根來組同心身分部署於内藤新宿。關原之戰時便在正成配下活躍。

## 外部連結
- 「戰國浪漫」此網頁中「孫一なる人物の正体」此頁有鈴木一族古文書的資料。

　　(http://www.m-network.com/sengoku/kisyu/magoichi2.html （页面存档备份，存于）)